# Куприн, Иван Тихонович
Иван Тихонович Куприн (11 [23] сентября 1896, Кромской район — 11 марта 1980, Майкоп, Краснодарский край) — советский военный деятель, комиссар Орловского ордена Ленина Краснознамённого танкового училища имени М. В. Фрунзе, начальник Орджоникидзевского артиллерийского училища. Полковник.

## Биография

### Начальная биография
Родился в 1896 году в деревне Моховое Кромского района Орловской области.

### Военная служба в Гражданскую войну
В РККА призван 15.08.1918 года Гостомельским волостным комиссариатом Орловской области.
Воевал в гражданскую войну в составе Первой Конной армии. Здесь он познакомился с Климом Ворошиловым и на протяжении всей жизни поддерживал с ним связь, переписывался.
В 1919 году учился на Карачевских артиллерийских курсах, но закончить не успел, ушёл воевать на Петроградский фронт против Юденича. Затем воевал против Эмира Бухарского. Обучался на Высших Объединённых курсах Восточного фронта, в Московской Высшей военно-педагогической школе, на Курсах для высшего политсостава при Военной академии имени Фрунзе.
Служил в должности комиссара и начальника политотдела первой Отдельной Военно-строительной бригады Особого военно-строительного корпуса, которая строила Комсомольск-на-Амуре, затем комиссар Военно-химического института РККА. С июня по декабрь 1940 года как комиссар формировал Лепельское миномётное училище.
Перед самой войной служил в Москве.

### Великая Отечественная война
В начале Великой Отечественной войны назначен комиссаром Орловского танкового училища имени М. В. Фрунзе, а уже в сентябре 1941 года училище, выпускавшее лейтенантов — командиров танковых взводов, было отправлено в город Майкоп.
В боях участвовал: с 09.1941 года по 08.1943 года.
Решение Военного совета Северо-Кавказского фронта 25 июля формируется Танковая бригада Северо-Кавказского фронта (Майкопская танковая бригада) (Отдельная Орловская танковой бригада) из личного состава Орловского танкового училища. Её командиром был назначен полковник С. П. Вармашкин, военным комиссаром бригады назначен военком училища бригадный комиссар И. Т. Куприн.
26 июля 1942 года курсантская танковая бригада была погружена в Майкопе в два эшелона и отправлена на передовую в Ростовскую область, где вступила в жестокие бои с фашистами.
Боевое крещение Майкопская танковая бригада приняла 29 июля с немецко-фашистскими войсками под Бирючим у реки Кагальник. Проведено 12 танковых атак и контратак, атакой мотострелкового батальона отбита у немцев важная тактическая высота, танковой атакой разгромлена колонна немецко-фашистских войск при стремлении охватить левый фланг.
Под станицей Кущевской при налёте вражеской авиации на эшелон был тяжело ранен, осколком бомбы раздроблена левая стопа ноги. Направлен в госпиталь г. Грозного. В госпиталях находился год.

### Послевоенная карьера
Был начальником Орджоникидзевского артиллерийского училища.
После увольнения жил и работал в Майкопе.
Принимал активное участие в военно-патриотическом воспитании моложёжи. Помогал комсомольскому поисковому штабу, изучавшему боевой путь Майкопской танковой бригады, созданному при патриотическом клубе «Искатель» на ПМДО «Дружба», восстановить историю боевых действий Майкопской танковой бригады.
Умер от фронтовых ран 11 марта 1980 года. Похоронен на городском кладбище Майкопа.

## Награды
- Орден Ленина (1945)[6]
- Орден Красного Знамени (1942)[7]
- Орден Красного Знамени (1944)[6]
- Орден Красного Знамени (1949 ?)[6]
- Орден Красной Звезды (1947)[8]
- Орден Красной Звезды
- Медаль «За оборону Кавказа»[9]
- Медаль «За победу над Германией в Великой Отечественной войне 1941-1945 гг.» (1945)[10]
- Юбилейная медаль «Двадцать лет Победы в Великой Отечественной войне 1941—1945 гг.» (7 мая 1965[11])
- Медаль «За доблестный труд в Великой Отечественной войне 1941—1945 гг.»
- Медаль «XX лет РККА» (1938),
- Юбилейная медаль «30 лет Советской Армии и Флота» (1948).
- Юбилейная медаль «40 лет Вооружённых Сил СССР»[12]
- Юбилейная медаль «50 лет Вооружённых Сил СССР» (26 декабря 1967[13])
- Юбилейная медаль «60 лет Вооружённых Сил СССР» (28 января 1978[14])

### Семья
Женат. Жена погибла при бомбёжке Москвы зимой 1941 года. Дочь Александра, которая в конце 1941 года стала разведчицей, до 1962 года работала в 11 странах Европы, вернулась в звании майора, была награждена многими орденами и медалями, умерла в 80-е годы в Москве.

## Память
- На Майкопском городском кладбище на могиле установлен надгробный памятник.[15]